# Đèo Ban
Đèo Ban là đèo trên Quốc lộ 37 ở huyện Phù Yên tỉnh Sơn La, Việt Nam .

## Vị trí
Đèo Ban trên Quốc lộ 37 nằm ở vùng giáp ranh xã Mường Thải và Huy Thượng huyện Phù Yên .
Đỉnh đèo cách thị trấn Phù Yên 21°15′45″B 104°39′06″Đ / 21,2624°B 104,65166°Đ cỡ 6,5 km. Đường đèo hiểm trở, một bên là vực suối, và hay xảy ra lở đất.
Tên đèo được đặt theo tên bản ở chân đèo là bản Ban xã Huy Thượng, hiện có bản Ban 1 và Ban 2, cũng như có suối Ban chảy gần bản. Tuy nhiên gần đỉnh đèo hơn lại là bản Cứu xã Mường Thải phía bên kia dốc, cỡ non nửa km.